# Tecnica di costruzione degli obelischi nell'antico Egitto

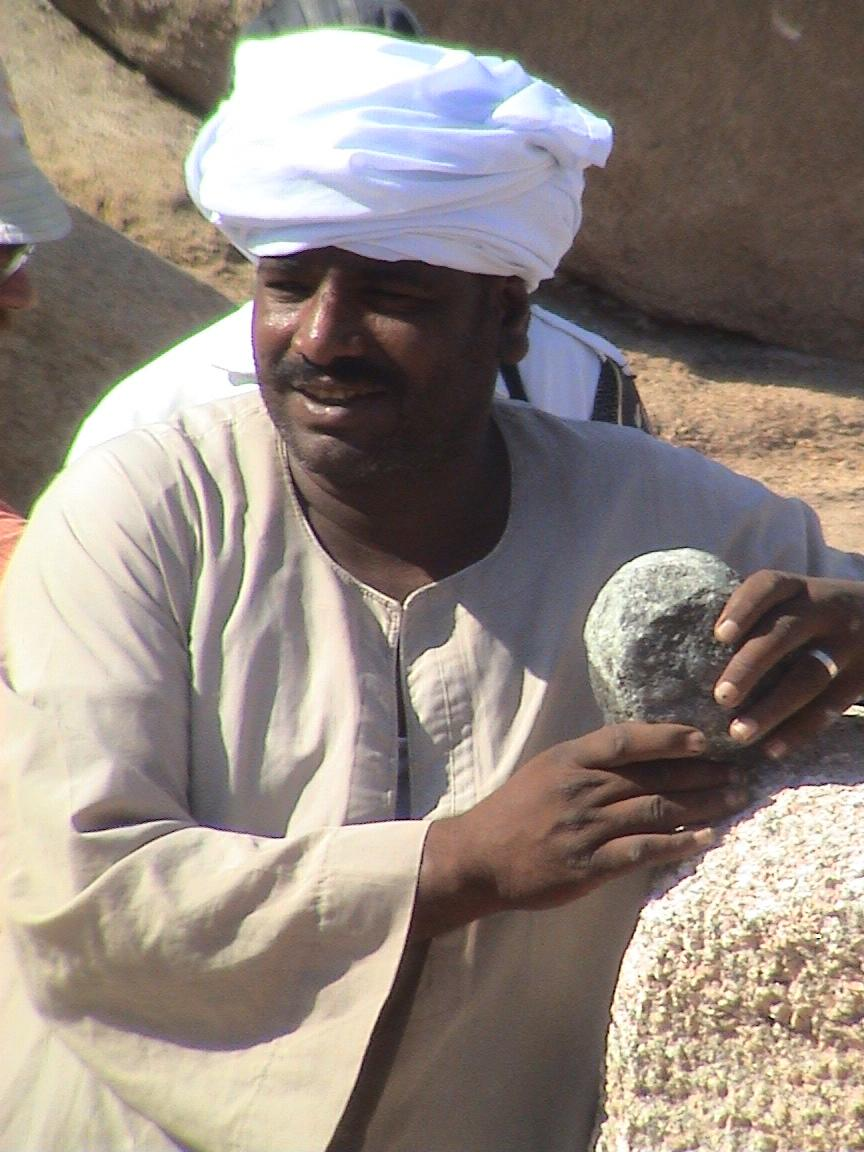
Un egiziano moderno mostra l'uso delle sfere di diorite come strumento di lavorazione del granito, ad Aswan

Gli obelischi  egizi sono generalmente monoliti  in pietra a base normalmente quadrata, con elevazione troncopiramidale, terminanti con una cuspide piramidale detta "pyramidion". La loro funzione originaria, durante l’Antico Regno e nell’area del Basso Egitto, era fondamentalmente quella di elevare il più alto possibile il "Benben", quale simbolo solare. Gli obelischi più recenti, monolitici, del Nuovo Regno e dell'Alto Egitto, non pare avessero collegamenti così stretti con il culto solare.
Erano normalmente eretti in coppia dinanzi ai "piloni" dei templi più importanti, vuoi come semplice abbellimento che alleggeriva le linee massicce e basse del tempio stesso, vuoi come utile superficie su cui scrivere titolature e messaggi del committente al Dio cui era devoto.
Secondo un’ipotesi, l’obelisco (ed il fulgore della punta, costituita dal pyramidion doveva accentuare tale visione) altro non era che un raggio di sole pietrificato, uno di quelli che, nelle così rare occasioni in cui il fenomeno si presentava in Egitto, filtrava dalle scure nubi temporalesche.

## Tecnica di realizzazione

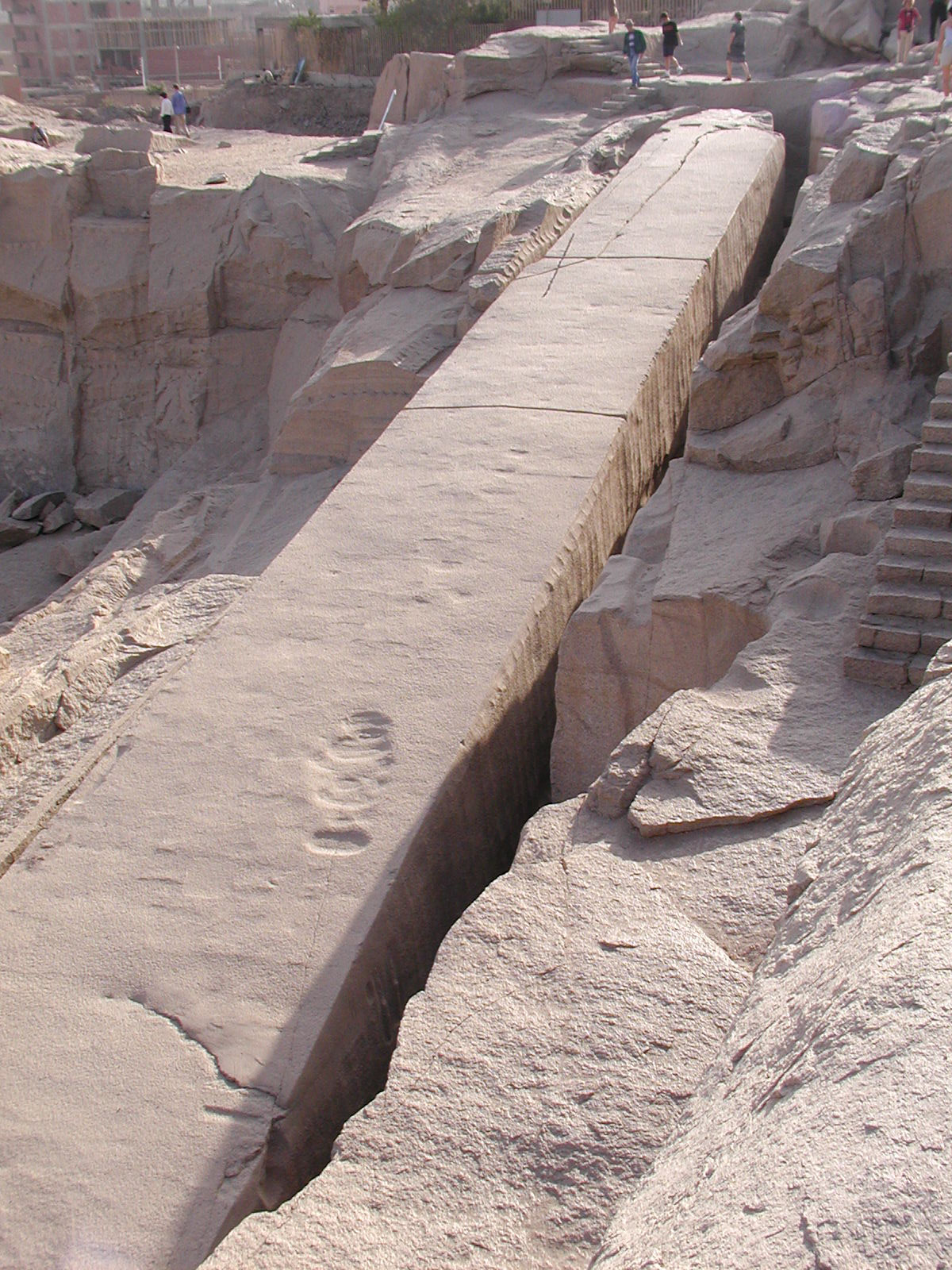
Vista longitudinale dell'obelisco
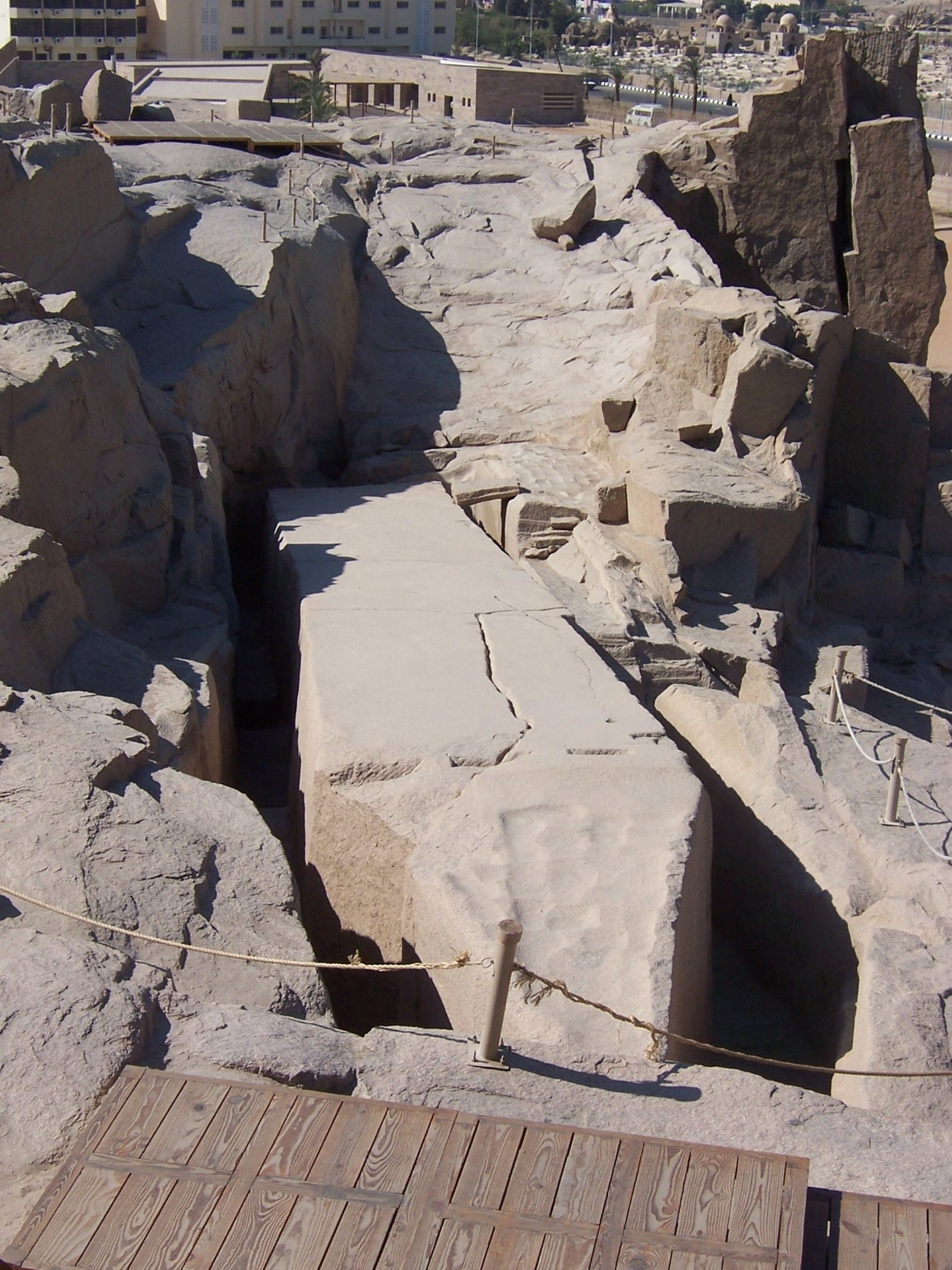
Vista della punta dell'obelisco in cui è ben visibile l'azione delle sfere di diorite
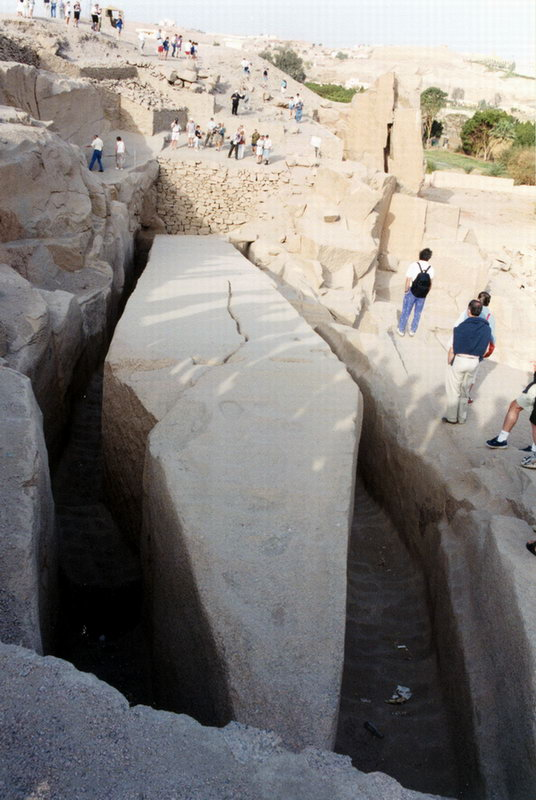
Altra immagine dell'obelisco

Gli obelischi egizi del Nuovo Regno, specie quelli di grandi dimensioni, erano realizzati generalmente in granito, particolarmente abbondante nelle cave della zona di Aswan.
La tecnica realizzativa è oggi abbastanza conosciuta, e questo, in special modo, grazie a quello che è noto come "obelisco Incompiuto" di Aswan.
Si tratta, infatti, di un obelisco, non ultimato, che si trova ancora nella cava in cui era in corso di lavorazione. Il gigantesco monolite è disteso nella cava da cui doveva essere estratto ed è circondato da una trincea larga, mediamente, 1 m; il lato lungo inferiore poggia sul fondo della fossa di estrazione, ed è ancora attaccato alla base grazie ad una sorta di "piede" in granito, alto 80 cm circa, circondato da una profonda scalfittura arrotondata.
L’ "Incompiuto", la cui esistenza era nota, nel corso dei millenni era stato ricoperto da strati e strati di terra e sabbia ed era stato sottovalutato dalla gran parte degli archeologi moderni. Venne tuttavia ri-scoperto nel 1922 dall’egittologo inglese Reginald Engelbach.
Nell’area furono rinvenute centinaia di sfere di diorite (o dolerite) di diametro variabile tra i 12 e i 30 cm, e un peso medio di circa 5 kg. La superficie dell’"Incompiuto", così come il "piede", presentano tracce di lavorazione concava evidentemente praticata proprio percuotendo la superficie di granito con tali sfere. 
Giacché i fianchi dell’obelisco sono attraversate da tracce di ripartizioni verticali di ampiezza pari a circa 30 cm, alcune recanti segni non traducibili, ma evidentemente codificati, Engelbach ipotizzò che tali segni fossero indicativi di moduli assegnati a un operaio, o a una squadra. L’ipotesi prevedeva che, specie per le superfici orizzontali, venissero accesi fuochi di canne che venivano poi repentinamente spenti con acqua; tale shock termico causava lo sfaldamento della superficie rendendola, perciò, più friabile e facilmente frantumabile e asportabile.
Convinto assertore di tale metodo, anche perché la durezza del granito non avrebbe consentito l’uso di scalpelli in rame o bronzo, né erano rilevabili tracce di tagli netti dovuti proprio a tali utensili, Engelbach ne sperimentò in prima persona la fattibilità. Operando su un’area di 30 cm, in un’ora di lavoro con le sfere di diorite, e grazie all'azione abrasiva della sabbia, riuscì ad abbassarne il livello di circa 5 mm. Considerando che gli antichi operai egizi fossero ovviamente più addestrati, Engelbach ipotizzò che, nello stesso tempo, il livello sarebbe stato abbassato di almeno 8 mm; il calcolo derivante dai "moduli" individuati da Engelbach consentì di valutare che potessero lavorare contemporaneamente, nella trincea, circa 130 uomini assistiti, per l’asportazione dei materiali di risulta che, dato l’effetto abrasivo delle sfere in diorite, era costituito da polvere e non da calcinacci, da almeno il doppio, per un totale giornaliero di almeno 390-400 unità tra interno ed esterno della trincea. Da tali considerazioni Engelbach ipotizzò che, con una giornata lavorativa di 10-12 ore (anche ripartita su più operai, o squadre), l’obelisco sarebbe stato completato in un arco di tempo pari a circa 8 mesi. 
L’obelisco in trattazione non fu completato poiché, giunti a uno stato di lavorazione, si evidenziò una frattura longitudinale che non avrebbe consentito, una volta ultimato, di innalzarlo.
Varie ipotesi sono state avanzate su chi fosse il re durante il cui regno sarebbe stato ordinato, o realizzato, l’"Incompiuto". Considerando le dimensioni, simili ad altri obelischi commissionati da Hatshepsut, si è ipotizzato che a lei si dovesse l’opera. Per non perdere il lavoro già svolto, tuttavia, sono evidenti i tentativi di ricavare obelischi più piccoli; anche questi, data comunque la lunga fessurazione di cui si è detto, non furono realizzati e, in tal senso, si è ipotizzato che almeno uno dei tentativi di recupero si dovesse al faraone Thutmosi III, successore di Hatshepsut. Tale ipotesi trova la sua ragion d’essere dal confronto tra il possibile obelisco minore ricavabile e quello che oggi è noto come Obelisco Lateranense che presentano misure alquanto simili.
Appare chiaro, tuttavia, che la lavorazione degli obelischi non prevedesse sempre lo stesso sistema riservato, perciò, a manufatti di dimensioni maggiori; nella stessa cava ove giace l’"Incompiuto", infatti, è possibile notare una parete da cui è stato sicuramente estratto un obelisco di dimensioni molto minori. Questo fu realizzato non nel piano della cava, bensì a mezza costa distaccandolo, quindi, mediante cunei di legno inseriti in fori a distanza ravvicinata poi imbevuti di acqua. Il legno, gonfiandosi, causò il distacco del blocco.

## Estrazione e trasporto
Sulla materiale estrazione degli obelischi dalla cava, i testi di argomento egittologico glissano e, anche in questo caso, non si possono che, fare congetture.
Le operazioni, tuttavia, non dovevano essere così difficili, né degne di menzione, neppure per gli architetti dell’epoca o per i Re che ordinarono gli obelischi se non ne è mai stata lasciata traccia nell’enorme quantità di rilievi parietali rinvenuti; del resto, l’operazione importante, quella che poteva essere ordinata e compiuta solo dal Sovrano/Dio, e che meritava certamente di essere ricordata, era innalzare l’obelisco, non certo realizzarlo e, ancor meno, estrarlo dalla cava. 
Una prima considerazione è che il trasporto degli obelischi avveniva, nella stragrande maggioranza dei casi, sul Nilo e, generalmente, in favore di corrente. Prendendo come ipotesi di studio proprio la cava di Aswan, consideriamo che la distanza, in linea d'aria, tra l’incompiuto e l'attuale riva del Nilo è di circa 1 Km. Ovvio che in tale distanza non sono compresi gli abitati moderni, le case, le strade; si deve inoltre considerare che all'epoca tutto doveva essere deserto e perciò completamente percorribile. Il luogo più idoneo a fare da approdo alle enormi chiatte che dovevano trasportare gli obelischi si troverebbe proprio in corrispondenza del moderno abitato ove sono ancora rilevabili le tracce di antiche banchine.
Che gli antichi egizi fossero in grado di spostare pesi davvero immani è confermato, tra l’altro, da Erodoto ; più preciso, e dedicato proprio agli obelischi, è il racconto di Plinio il Vecchio che narra del trasporto di un obelisco di "ottanta cubiti" (circa 35 m) durante il regno di Tolomeo II . Tale metodo prevedeva lo scavo di due canali paralleli all’obelisco in cui sarebbero state posizionate due chiatte: l’obelisco, opportunamente imbragato, si sarebbe perciò posizionato tra le due imbarcazioni che, sollevandolo, ne avrebbero reso possibile il trasporto fluviale. Occorre tuttavia sottolineare come, nelle cave, non siano mai state rilevate tracce di un tal sistema di canalizzazione.
Altro metodo di trasporto e di spostamento di grandi pesi fu, sicuramente, il ricorso a slitte come riscontrabile in un rilievo parietale della tomba di Djehutihotep nella necropoli dei Nomarchi di Deir el-Bersha. Qui, infatti, sono rappresentati 172 uomini che trainano una slitta su cui si trova una statua del Nomarca Djehutihotep. Pur essendo noto l’uso della ruota, il ricorso alle slitte appare il sistema più idoneo considerando che, come per la neve, le ruote sarebbero affondate nella sabbia. 
Del trasporto via fiume abbiamo traccia anche nei rilievi del tempio di Hatshepsut a Deir el-Bahari. Qui, nei rilievi della terrazza inferiore, lato sud, è rappresentato l’effettivo trasporto fluviale di due obelischi di cui uno, quello ancora eretto a Karnak, alto circa 30 m. e del peso di circa 350 tonnellate. Nel caso specifico gli obelischi, caricati su una stessa nave, sono in linea con l’asse centrale e poggiano tra loro con le relative basi è interessante notare che i due monoliti poggiano sulla slitta con cui furono caricati a bordo, e con cui saranno quindi scaricati.
Nella rappresentazione i due obelischi sono caricati a bordo di un cargo privo di remi e governato da quattro uomini con altrettanti timoni. La propulsione è data da trenta imbarcazioni più piccole che fungono da rimorchiatori.

## Innalzamento
Un errore normalmente commesso, nella valutazione delle ipotesi relative ai sistemi di innalzamento degli obelischi egizi, è il cercare un metodo "universale" che valga, cioè, per tutti i monoliti della fattispecie.
Occorre tuttavia ricordare che gli obelischi egizi venivano realizzati in misure, altezze e pesi, talvolta notevolmente differenti. A titolo di esempio, si consideri che l’obelisco di Matariyya  ha un peso stimato in 125 t ed è alto 20.42 m, mentre quello di Place de la Concorde, a Parigi, benché solo di poco più alto con i suoi 22,55 m, raggiunge le 232 t. L’obelisco eretto più pesante e alto è il Lateranense, con le sue oltre 470 t e 42,18 m d’altezza, ma se l’"Incompiuto" di Aswan fosse stato portato a compimento, la sua altezza avrebbe sfiorato i 42 m e il suo peso stimato sarebbe stato di quasi 1.200 t.
Appare chiaro come pesi così differenti abbiano necessitato di differenti sistemi di innalzamento ben diversi dalla semplice trazione mediante funi. Tale metodo sarà certo stato utilizzato per gli obelischi di altezza e peso minori, ma per altri, dal peso decisamente immane, un tal sistema si sarebbe dimostrato fallimentare anche in considerazione dell’altezza che avrebbe contribuito al rischio di frattura. IN alcune rappresentazioni parietali, normalmente il Re che commissionò l’obelisco è talvolta rappresentato mentre lo innalza mediante la trazione di funi, ma appare evidente che si tratti di una semplificazione artistica anche considerando che, normalmente, il sovrano viene rappresentato di altezza di molto superiore all'obelisco stesso proprio a magnificare la sua possanza e il potere di erezione del manufatto in onore del Dio.
In tal senso, troverebbe valido ausilio una sorta di "gradino" che gran parte degli obelischi, specie i meno alti, presenta sulla superficie della base e che trova il suo naturale alloggiamento in un corrispondente solco sulla base a terra. Si ritiene, infatti che proprio tale gradino servisse a bloccare il monolite in fase di innalzamento.
Differente doveva essere il sistema di innalzamento degli obelischi di maggior peso e altezza per i rischi già sopra evidenziati di peso e, specialmente, di possibile frattura durante le operazioni di trazione, e ciò non considerando la lunghezza e lo spessore che avrebbero dovuto avere eventuali funi.
Tra le varie ipotesi meritano attenzione quelle di Auguste Choisy che vengono tuttavia bollate come impossibili, e anzi addirittura ridicole, da Engelbach.
Secondo Choisy, infatti, il monolite sarebbe stato posizionato su una sorta di bilancia il cui fulcro sarebbe stato costituito da una trave in legno; al di sotto, l’obelisco avrebbe poggiato su un letto di sabbia sottraendo la quale si sarebbe ottenuta la rotazione del monolite fino alla posizione verticale. Engelbach fa notare che un tal sistema avrebbe previsto un fulcro di legno in grado di sostenere centinaia di tonnellate di peso il che contrasta con la scarsità, e anzi assenza, in Egitto, di alberi in grado di fornire un legno di tale tipo. 
La teoria più accreditata, in generale, vuole che gli obelischi fossero trascinati su un piano inclinato, fino alla sommità e fin quasi al punto di disequilibrio. A tal punto sarebbe stata asportata la terra nella parte finale del piano cosicché l’immane monolite si sarebbe inclinato e sarebbe sceso, ma meglio sarebbe dire precipitato, verso il suo piedistallo posto alla fine del piano inclinato. In tal caso, perplessità suscita però quel che sarebbe successo al momento della "perdita d’equilibrio" dell’obelisco, quando cioè avrebbe iniziato a precipitare verso il basso: prima di tutto l'ingente peso , raffrontato alla lunghezza, avrebbe potuto causare la frattura della pietra che, in un certo momento, sarebbe stata come una immensa altalena sospesa nel vuoto; c'è poi da valutare che, precipitando in un tal modo, per quanto imbrigliato con funi o altri sistemi, sarebbe stato praticamente impossibile centrare il piedistallo e, terzo, chi, o cosa, avrebbe fermato l’obelisco una volta che questo, posizionatosi in verticale, avesse cominciato ad oscillare verso la parte opposta a quella da cui era "precipitato"?
Secondo Engelbach, il metodo più idoneo sarebbe stato si, quello del piano inclinato, ma questo non sarebbe finito nel nulla come nell'ipotesi precedente; si sarebbe trattato, in realtà, di un piano inclinato con alla sommità una cavità a forma di imbuto ripiena di sabbia. L’obelisco, trascinato alla sommità del piano su una slitta, avrebbe poggiato la base sulla sabbia che sarebbe stata poi rimossa, dal basso, attraverso una o più gallerie. Questo avrebbe consentito al monolite di scendere progressivamente verso il piedistallo, evitando, peraltro, il rischio di oscillazione dovuta a un drastico precipitare verso la base. Anche in questo caso, tuttavia, è sintomatico notare che non esistono rappresentazioni di tale operazione, se non quelle propagandistiche dei faraoni che fecero erigere gli obelischi e ciò fa supporre che si trattasse di operazioni considerate di routine e non degne di menzione.

### Annotazioni
1. ↑  Da οβελος (obelos, cioè “spiedo”), e più esattamente dal suo diminutivo οβελιςκος (obeliskos) che, perciò, significa “spiedino”.  Il termine egiziano, dall’etimologia molto incerta, era invece “thn” (“tekhen  ”), ma in testi molto antichi si trova anche il termine “mn” (“man”).  Si tratta di una forma più arcaica il cui primo utilizzo noto risale alla IV dinastia e, segnatamente, a Mer-Het, alto dignitario del Re Khufu (Cheope), che viene indicato come “sacerdote del grande obelisco di Khufu (Orazio Marucchi, “Gli obelischi Egiziani di Roma”, Loescher Editore, 1839 p. 3)
2. ↑  I primi obelischi, quelli risalenti alla seconda metà dell’Antico Regno erano, invece, principalmente in mattoni e, come è intuibile, ne sono rimaste ben poche tracce. Si trattava di immense costruzioni e l’esempio più famoso, risalente almeno al 2400 a.C., è quel che resta del "Benben"  nel complesso solare del Re Setibtawy Niuserra, V Dinastia, ad Abu Gurab: alto 36 metri, sovrastava una base quadrata alta 20 m. raggiungendo, perciò, la considerevole quota di oltre 50 m.
3. ↑  Il pyramidion, in pietra lucida (diorite o basalto nero) era spesso ricoperto di lamine di rame dorato (ma anche in oro o elettro), e doveva riflettere la luce solare o comunque stagliarsi nettamente contro l’azzurro del cielo.
4. ↑  Il "Benben", originariamente di forma conica, rappresentava il tumulo primordiale emerso dalla acque del Nun, l’oceano che ricopriva la terra, su cui il Dio creatore, Atum, generò se stesso.
5. ↑  Così, tra gli altri, Orazio Marucchi, "Gli obelischi Egiziani di Roma", Loescher Editore, 1839 p. 3
6. ↑  Lunghezza (altezza se fosse stato eretto): 41,75 m; larghezza lla base: 4,23 m; larghezza alla base del pyramidion: 2,49 m; altezza del pyramidion: 4,54 m; peso stimato: 1.200 t.
7. ↑  La “ri-scoperta”, o meglio lo scavo sistematico, si deve nel 1921-22 (con un budget di 75 sterline) all’egittologo inglese Reginald Engelbach (1885-1946) che, per primo, comprese l’importanza di un tale manufatto per uno studio sistematico degli obelischi.
8. ↑  Un numero davvero elevato, pur considerando i millenni trascorsi e la continua asportazione di sfere quale souvenir.
9. ↑  Engelbach trovò conferma di tali tempi di lavorazione nella base dell’obelisco di Hatshepsut a Karnak. Si tratta di un manufatto alto circa 30 m e, perciò, di dimensioni prossime a quelle dell’Incompiuto; qui, infatti, si legge che "[…] la Mia Maestà ordinò che si lavorasse a loro dall’anno quindicesimo di regno, il primo del sesto mese, all’anno sedicesimo, l’ultimo del dodicesimo mese ovvero sette mesi di estrazione dalla montagna […]".
10. ↑  Trattandosi sostanzialmente di un fallimento, non esistono notizie sull’ordinazione dell’opera.
11. ↑  Lateranense altezza 32,18 m; tentativo di recupero 32 m; altezza del pyramidion Lateranense 4,51 m; tentativo di recupero 5,30.
12. ↑  Nella stesa cava, e a poca distanza dalla traccia dell’obelisco di dimensioni minori, esiste un sarcofago in lavorazione in cui è molto evidente, per forma dello scavo esterno, ma specialmente dell’interno che avrebbe accolto il defunto, l’azione delle sfere di diorite.
13. ↑  Storie, libro II "Euterpe", 175: descrivendo il trasporto della “Cappella Verde” del peso di 580 tonnellate sotto Nectanebo II scrisse: "[…]Ci vollero tre anni e 2000 uomini furono assegnati a questa incombenza[…]”. Forse non furono tre gli anni e duemila gli uomini, ma conferma che gli egizi sapevano spostare pesi anche enormi.
14. ↑  […]"Secondo alcuni racconti, fu portato lungo la corrente dall’ingegnere Satyrus su una zattera; ma secondo Callixenus fu portato da Phoenix, che scavò un canale che portò l’acqua del Nilo fino a dove giaceva l’obelisco. Due grandi navi vennero appesantite con blocchi dello stesso granito di cui era fatto l’obelisco, di un piede di lato, tanto che i calcoli dimostrarono che il peso totale dei blocchi era il doppio del peso dell’obelisco talché anche la loro capacità (ndr: delle navi) era perciò doppia. In tal modo le navi poterono essere sistemate sotto l’obelisco, che era sospeso alle sue estremità sulle rive del canale. I blocchi vennero allora tolti e le navi, riemergendo, sollevarono il peso dell’obelisco”[…]
15. ↑  È bene tuttavia rammentare che, per le convenzioni artistiche egizie, che privilegiavano la chiarezza in luogo della realtà, tale potrebbe non essere stata l’effettiva sistemazione dei due monoliti. Quel che premeva all’artista e alla stessa committente del programma parietale, era che fosse ben chiaro che due erano gli obelischi cosa che, se fossero stati rappresentati affiancati, non sarebbe stato immediatamente intelligibile.
16. ↑  Nei pressi di Heliopoli detto el-Misalla (ovvero “l'Obelisco”): facente parte del complesso templare di Ra-Atum. Fu eretto durante il regno di Sesostri I (XII Dinastia) e, ancora oggi, occupa la posizione originale.
17. ↑  È verosimile che l’operazione di innalzamento dell’obelisco di Matariyya, alto poco più di 20 m, data la minima sollecitazione ed il ridotto pericolo di rottura, sia stata portata a termine attraverso la trazione di corde non escludendo, s’intende, ogni altro accorgimento atto ad agevolare l’operazione
18. ↑  In un rilievo parietale relativo a Tolomeo XII, il faraone viene rappresentato mentre innalza, contemporaneamente, due obelischi mediante due funi, una per mano.

### Fonti
1. 1 2  Engelbach 1922.
2. ↑  Engelbach 1922, p. 43.
3. ↑  Engelbach 1922, p.43 e sgg.
4. ↑  Engelbach 1922, p. 102.
5. ↑  Engelbach 1923, pp. 32 e sgg.
6. ↑  Engelbach 1923, p. 31; p. 70 fig. 26.
7. ↑  Engelbach 1923, p. 31; p. 59, fig. 21.
8. ↑  Engelbach 1923, p. 31; p. 57, fig. 20.
9. ↑  Engelbach 1923.
10. ↑  Choisy 1904.
11. ↑  Engelbach 1923, pp. 77-78.
12. ↑  Choisy 1904, p. 80 e sgg.
13. ↑  Choisy 1904, pp. 124-125.
14. ↑  Engelbach 1923, pp. 79-80.
15. ↑  Engelbach 1923, p. 70 e sgg.; figg. Da 27 a 31.